# Лукаш Росол
Лукаш Росол (чеськ. Lukáš Rosol, 24 липня 1985) — чеський тенісист. 
Станом на червень 2012 Росол має в своєму активі одну перемогу в турнірі ATP туру в парному розряді. На рівні ф'ючерів та челенджерів він має 12 перемог в одиночному розряді й 21 в парному. 
Найбільшими його успіхами в турнірах Великого шолома були виходи в третє коло на Відкритому чемпіонаті Франції 2011 року та Вімблдоні 2012 року, в якому Лукаш переміг у другому колі Рафаеля Надаля в 5 сетах.

## Зовнішні посилання
- Досьє на сайті ATP [Архівовано 29 червня 2012 у Wayback Machine.]